# Józef Frankowski
Józef Frankowski herbu Prus I – podstarości mielnicki w 1784 roku, szambelan Stanisława Augusta Poniatowskiego, sędzia ziemski mielnicki w 1795 roku, poseł ziemi mielnickiej na sejm grodzieński (1793), członek konfederacji grodzieńskiej w 1793 roku, sędzia sądu sejmowego sejmu grodzieńskiego 1793 roku ze stanu rycerskiego.
Poseł na sejm 1786 roku z województwa podlaskiego, sędzia sejmowy.